# Incêndio florestal de Ofunato

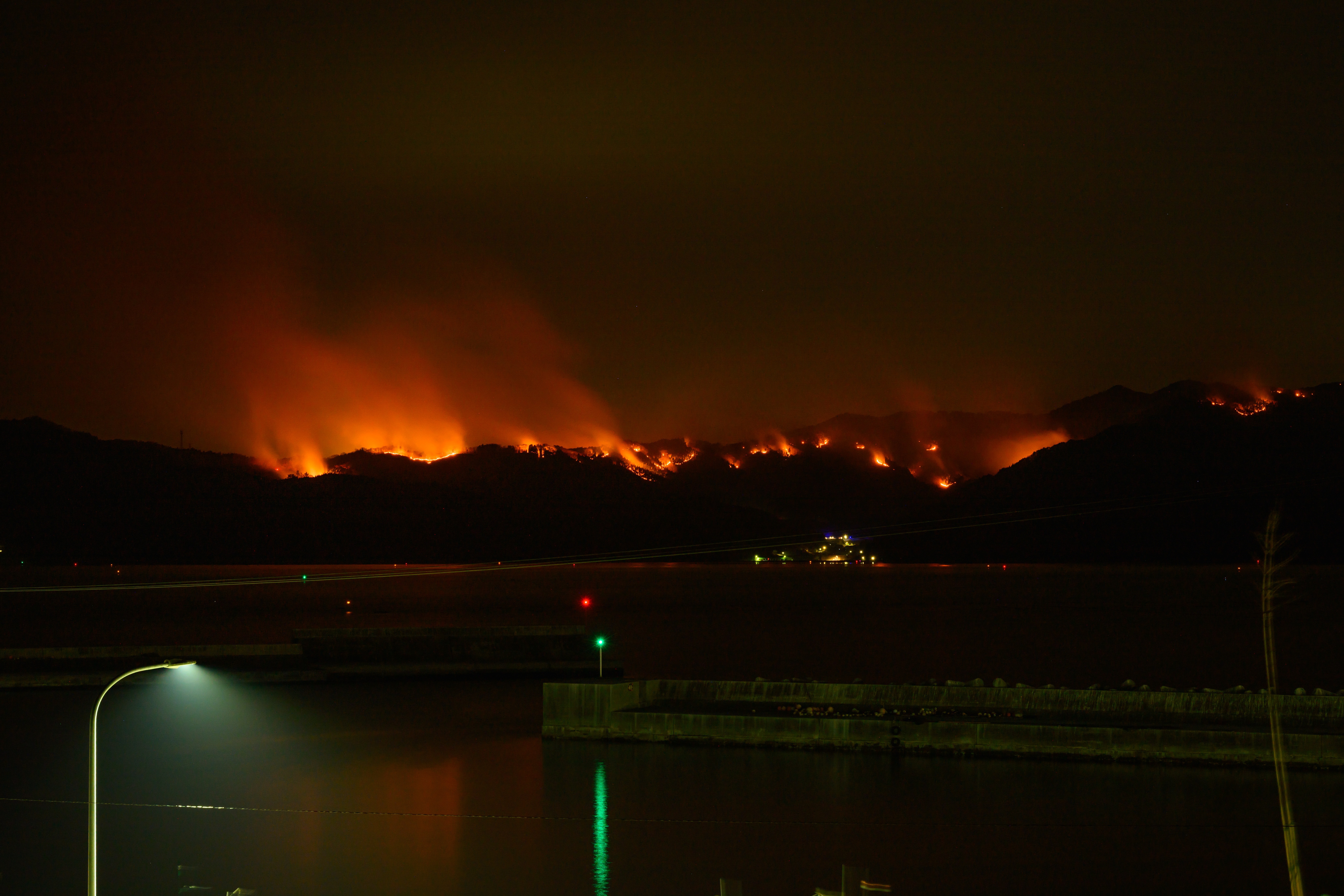
O incêndio visto de Sakihama a 1 de março

O incêndio florestal de Ofunato começou em 26 de fevereiro de 2025 no sudeste da província de Iwate, no Japão. Em 3 de março de 2025, o incêndio atingiu 2,9 mil hectares, destruindo mais de 80 estruturas, matando uma pessoa e forçando mais de 4,5 mil pessoas a sair de suas casas.

## Contexto

### Condições antecedentes
O Japão teve seu ano mais quente registrado em 2024. O incêndio começou durante a estação seca de Ofunato, que vai de janeiro a março. A cidade registrou a menor quantidade de chuva em fevereiro, com apenas 2,5 milímetros, em comparação com a média de 41 milímetros, quebrando o recorde anterior de 4,4 milímetros ambientado em 1967. Yusuke Yokoyama, professor do Instituto de Pesquisa Atmosférica e Oceânica da Universidade de Tóquio, atribuiu as condições secas ao ar frio e seco em choque com o ar úmido do mar.
Yokoyama também disse que a rápida propagação do fogo pode ser devido à topografia das montanhas íngremes onde o fogo estava se espalhando. Yoshiya Touge, professor de pesquisa de recursos hídricos na Universidade de Kyoto, disse que muitas das árvores na área eram coníferas muito inflamáveis, o que, juntamente com as fortes correntes de ar na área, estava contribuindo para a propagação do incêndio.

### Outros incêndios
Dois outros incêndios florestais começaram na área ao redor de Ofunato nas semanas anteriores ao incêndio principal. O primeiro foi relatado em 19 de fevereiro às 11h55 na vila de Sanriku, na cidade de Ofunato, relatando fumaça nas montanhas; cresceu para 324 hectares e foi extinto em 25 de fevereiro. O segundo incêndio foi relatado na cidade de Otomo, na vizinha cidade de Rikuzentakata, às 15h20 do dia 25 de fevereiro; foi extinto ao meio-dia do dia seguinte, após queimar oito hectares, incluindo uma pequena área dentro das fronteiras de Ōfunato.

## Progressão
Às 13h02 do dia 26 de fevereiro, foi feita a primeira chamada de emergência, relatando em Akasaki, na cidade de Ōfunato. A primeira ordem de evacuação foi emitida às 14h14, abrangendo a área de Ryōri. Depois de ficarem presos no Porto de Pesca de Koji, 15 pessoas tiveram que ser resgatadas às 17h20 pela Guarda Costeira de Kamaishi. Um relatório da Agência de Gestão de Incêndios e Desastres (AGID) às 22h30 afirmou que o incêndio havia atingido 600 hectares. As estimativas da AGID às 22h40 situavam o número de edifícios danificados em 84; nessa altura, tinham sido emitidas ordens de evacuação para 2.114 pessoas em 873 agregados familiares.
O corpo de um homem gravemente queimado foi encontrado em uma estrada em 27 de fevereiro pela polícia local. Às 16h45 foi emitida a segunda ordem de evacuação, abrangendo as áreas de Ōdate, Nagahama, Nagasaki, Shimizu, Takonoura e Toguchi.
Em 28 de fevereiro, um relatório da AGID declarou que o tamanho do incêndio era 600 hectares. Outro relatório às 14h afirmou que o incêndio havia aumentado para 1,2 mil hectares, tornando-se o maior incêndio florestal do Japão desde um incêndio em Kushiro, Hokkaido, que queimou 1 030 hectares em 1992. Às 18h13, outra ordem de evacuação foi emitida cobrindo as áreas de Morikko, Nochinoiri, Ōbora, Ubukata, Yado e Yamaguchi.

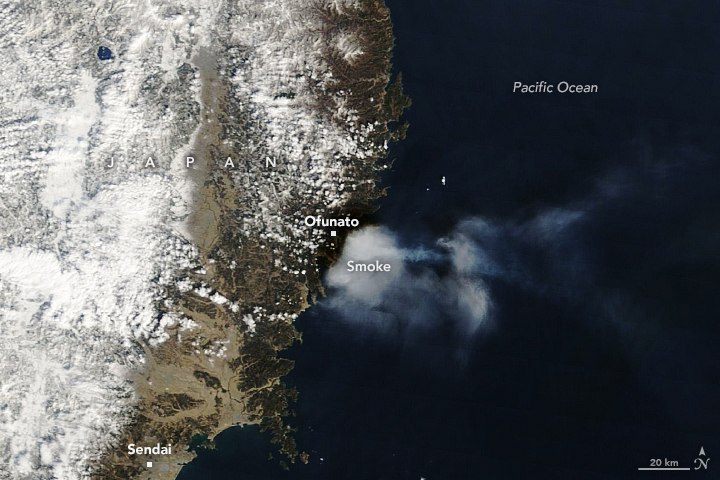
Uma imagem de satélite do incêndio tirada em 1 de março pela NASA

Às 7h30 do dia 1º de março, outra ordem foi emitida para as áreas de Hajimeminenishi, Hajimereitō e Uehajimemine. No total, foram emitidas ordens de evacuação para 1.896 famílias na cidade de Ōfunato, afetando 4 596 pessoas em 17 distritos. Um relatório da AGID às 12h afirmou que o incêndio atingiu 1,4 mil hectares. Outro relatório às 11h do dia seguinte disse que o incêndio havia aumentado para 1,8 mil hectares. Às 7h do dia 3 de março, a AGID informou que o incêndio havia atingido 2,1 mil hectares. Cresceu para 2,6 mil hectares às 7h do dia 4 de março.
De acordo com um relatório da AGID, o incêndio atingiu mais de 2,9 hectares até 5 de março. Isso fez do incêndio o maior no Japão em mais de 50 anos, superando o incêndio de 1975 que queimou 2,7 mil hectares em Hokkaido. Um relatório posterior afirmou que 545 equipes de 15 prefeituras estavam no local, com 2 030 bombeiros combatendo o incêndio, bem como 13 equipes aéreas de combate a incêndios compostas por 80 pessoas. A primeira precipitação significativa desde o início do incêndio começou às 4 da manhã do dia 5 de março, pondo fim a um período de seca de 16 dias em algumas áreas; 17 milímetros caíram às 17h do mesmo dia. Em uma coletiva de imprensa, a cidade disse que ainda não conseguiu investigar os efeitos da chuva, mas os bombeiros confirmaram que ela não se espalhou mais. Uma investigação no local confirmou 78 edifícios danificados, no entanto o relatório observou que nem todas as áreas foram investigadas e indicou que o número pode aumentar.

## Resposta
As respostas iniciais ao incêndio foram feitas rapidamente após o início do incêndio em 26 de fevereiro. O governo da cidade estabeleceu uma sede de resposta a desastres às 13h33, que foi ultrapassada pelo governo provincial às 15h50. Às 14h, a cidade de Ofunato e a prefeitura de Iwate solicitaram o envio das Forças de Autodefesa do Japão para ajudar nos esforços de combate a incêndios. A AGID também estabeleceu uma sede de resposta a desastres às 14h30, com o diretor da Divisão de Proteção Civil e Prevenção de Desastres da agência como chefe; isso foi posteriormente reorganizado às 15h34, de modo que o comissário geral da AGID se tornou o chefe. A prefeitura solicitou o envio de uma equipe de assistência de emergência para combate a incêndio às 15h34. Foi recebido apoio das cidades de Niigata, Sapporo, Sendai, Tóquio e Yokohama e das prefeituras de Akita, Aomori, Chiba, Fukushima, Gunma, Hokkaido, Ibaraki, Kanagawa, Miyagi, Niigata, Saitama, Tochigi, Tóquio e Yamagata.
Às 19h do dia 26 de fevereiro, a Lei de Assistência a Desastres foi aplicada, o que significa que os custos da assistência emergencial seriam de responsabilidade dos governos nacional e provincial. Em 5 de março, o primeiro-ministro Shigeru Ishiba disse que estava considerando designar o incêndio florestal como um "desastre grave" e que o governo nacional pagaria pelos custos da recuperação.

## Impacto
A Tohoku Electric Power cortou o fornecimento de eletricidade a cerca de 500 famílias em 27 de fevereiro para evitar quaisquer impactos adicionais do incêndio na rede elétrica. Em 28 de fevereiro, a Taiheiyo Cement suspendeu as operações na sua fábrica na cidade de Akasaki para garantir a segurança dos seus funcionários.
Três escolas na cidade estão temporariamente fechadas devido aos incêndios. A Ferrovia Sanriku  suspendeu todos os serviços entre Sakari e Sanriku, que mais tarde foram estendidos para Kamaishi em 2 de março devido a uma queda de energia. Ônibus estão operando em substituição aos trens até que as ordens de evacuação sejam suspensas, no entanto, eles não pararam em Rikuzen-Akasaki, Ryōri, Koishihama ou Horei para contornar a área de evacuação. Em 2 de março, pescadores locais foram vistos evacuando seus barcos ancorados no porto de Ayari, na cidade de Sanriku, para o porto de pesca de Ofunato. Eles tiveram que viajar até lá de barco, pois a área era inacessível por terra devido às ordens de evacuação.
Em 3 de março, cerca de 1.660 famílias foram afetadas por cortes de energia e 840 foram afetadas por cortes de água. Muitas estradas foram fechadas devido ao incêndio, incluindo grandes partes da Rota Provincial 9 devido ao incêndio e parte da Rota Nacional 45 para que os helicópteros pudessem usá-la para pousar e decolar.

## Reações
À meia-noite de 27 de fevereiro, o governo criou um gabinete de ligação de informações que foi posteriormente reorganizado no gabinete de contramedidas do primeiro-ministro às 9 horas da manhã de 28 de fevereiro.
Em 3 de março, o príncipe Hisahito de Akishino iniciou sua primeira entrevista coletiva dizendo: "Gostaria de expressar minha sincera simpatia àqueles que foram afetados" em referência ao incêndio.